# Condado de Łowicz
Condado de Łowicz (polaco: powiat łowicki) é um powiat (condado) da Polónia, na voivodia de Łódź. A sede do condado é a cidade de Łowicz. Estende-se por uma área de 987,13 km², com 82 566 habitantes, segundo o censo de 2005, com uma densidade de 83,64 hab/km².

## Divisões admistrativas
O condado possui:
Comunas rurais: Bielawy, Chąśno, Domaniewice, Kiernozia, Kocierzew Południowy, Łowicz, Łyszkowice, Nieborów, Zduny
Cidades: Łowicz

## Demografia
População (dados de 30 de Junho de 2005):
|          | Total   | Total | Mulheres | Mulheres | Homens  | Homens |
| -------- | ------- | ----- | -------- | -------- | ------- | ------ |
|          | pessoas | %     | pessoas  | %        | pessoas | %      |
| Total    | 82 566  | 100   | 42 593   | 51,6     | 39 973  | 48,4   |
| Cidades  | 30 335  | 100   | 16 066   | 53       | 14 269  | 47     |
| Povoados | 52 231  | 100   | 26 527   | 50,8     | 25 704  | 49,2   |